# Maike van der Duin
Maike van der Duin (ur. 12 września 2001 w Assen) – holenderska kolarka torowa i szosowa, trzykrotna medalistka mistrzostw świata.

## Kariera
Pierwsze medale w karierze zdobyła w 2017 roku, kiedy zajęła drugie miejsce w sprincie i trzecie w wyścigu na dochodzenie podczas mistrzostw Holandii juniorów. Na rozgrywanych dwa lata później mistrzostwach Europy juniorów w Gandawie była druga w madisonie oraz trzecia w wyścigu punktowym i scratchu. W 2020 roku zdobyła srebrny medal w scratchu na mistrzostwach Europy U-23 w Fiorenzuoli, a rok później w Apeldoorn była najlepsza w tej konkurencji oraz druga w madisonie i omnium. W 2021 roku zdobyła także srebrny medal w scratchu podczas mistrzostw świata w Roubaix. W zawodach tych rozdzieliła Włoszkę Martinę Fidanzę i Jennifer Valente z USA. Na mistrzostwach świata w Yvelines w 2022 roku zdobyła dwa medale. Najpierw zajęła drugie miejsce w scratchu, plasując się między Fidanzą i Jessicą Roberts z Wielkiej Brytanii. Parę dni później była także druga w omnium, za Jennifer Valente a przed Marią Martins z Portugalii. W 2023 roku zdobyła brązowy medal w wyścigu eliminacyjnym na mistrzostwach Europy w Grenchen.